# Clerota vittigera
Clerota vittigera är en skalbaggsart som beskrevs av Hope 1841. Clerota vittigera ingår i släktet Clerota och familjen Cetoniidae. Inga underarter finns listade i Catalogue of Life.